# Senhorio de Riba d'Ávia

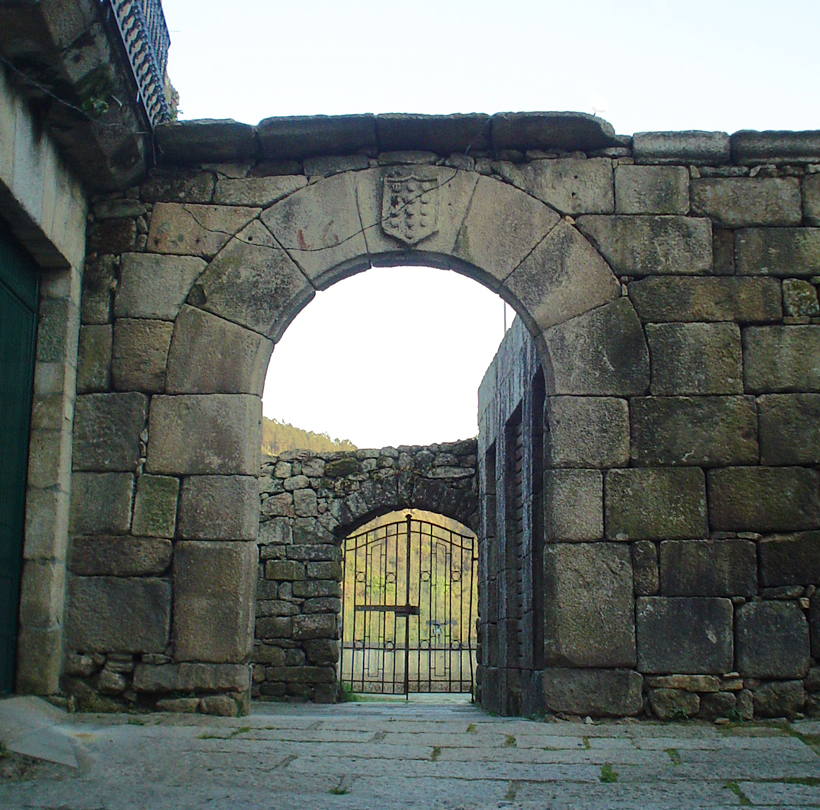
Porta do Castelo de Riba d'Ávia com o brasão de armas dos Sarmiento

O título de Senhor de Riba d'Ávia (Ribadavia) foi concedido a Pedro Ruiz Sarmiento por Henrique II de Castela em 1375.
1. Pedro Ruiz Sarmiento
2. Garcia Fernández Sarmiento

Em 1492, surge o Condado de Riva d'Ávia, título outorgado a Bernardino Sarmiento pelos Reis Católicos pela sua participação na Guerra de Granada.